# József Madaras
Dans le nom hongrois Madaras József, le nom de famille précède le prénom, mais cet article utilise l’ordre habituel en français József Madaras, où le prénom précède le nom.
József Madaras, né le 16 août 1937 à Rigmani, en Roumanie, et mort le 24 avril 2007 à Máriahalom, est un acteur hongrois.

## Filmographie partielle
- 1963 : Legenda a vonaton de Tamás Rényi
- 1965 : Mon chemin (Így jöttem) de Miklós Jancsó
- 1966 : Les Sans-Espoir (Szegénylegények) de Miklós Jancsó
- 1967 : Rouges et Blancs (Csillagosok, katonák) de Miklós Jancsó
- 1968 : Silence et Cri (Csend és kiáltás) de Miklós Jancsó
- 1971 : Agnus Dei (Égi bárány) de Miklós Jancsó
- 1971 : Horizon (Horizont) de Pál Gábor
- 1974 : Pour Électre (Szerelmem, Elektra) de Miklós Jancsó
- 1975 : Michel Strogoff de Jean-Pierre Decourt : Feofar Kahn
- 1976 : Azonosítás, réalisé par László Lugossy
- 1977 : Contes de Budapest (Budapesti mesék) d'István Szabó
- 1977 : Árvácska de László Ranódy et Gyula Mészáros
- 1979 : Rhapsodie hongroise (Magyar rapszódia) de Miklós Jancsó
- 1979 : Az erőd de Miklós Szinetár
- 1981 : Köszönöm, megvagyunk de László Lugossy
- 1987 : La Saison des monstres (Szörnyek évadja) de Miklós Jancsó
- 1992 : A nyaraló de Can Togay
- 2006 - Rokonok d'István Szabó